# زمران شرقی
زمران شرقی (به فرانسوی: Zemrane Charqia) یک منطقهٔ مسکونی در مراکش است که در استان قلعه سراغنه واقع شده‌است. زمران شرقی ۲۷٬۴۱۵ نفر جمعیت دارد.